# لويس أباركا
لويس أباركا (بالإسبانية: Luis Abarca)‏ هو لاعب كرة قدم تشيلي في مركز الدفاع، ولد في 28 يونيو 1965 في Peñaflor, Chile ‏ في تشيلي. شارك مع منتخب تشيلي لكرة القدم. أما مع النوادي، فقد لعب مع ديبورتيس إيكيكي ونادي أونيفرسيداد دي تشيلي ونادي أونيفرسيداد كاتوليكا.

## وصلات خارجية
- لويس أباركا على موقع قاعدة بيانات كرة القدم.إي يو (الإنجليزية)
- لويس أباركا على موقع ناشيونال فوتبول تيمز (الإنجليزية)
- لويس أباركا على موقع Soccerway.com (الإنجليزية)
- لويس أباركا على موقع عالم كرة القدم.نت (الإنجليزية)